# Sjećanja
Sjećanja su memoarska proza bosanskohercegovačkog književnika Meše Selimovića, objavljene 1976. godine.

## O djelu
Sjećanja Meše Selimovića kao oblik dnevničkih zapisa pripadaju dijelu publicistike. Predstavljaju uvod u piščevo djelo, spojnicu između esejističkih iskaza i beletrističkih slika. Selimović je nastojao uz romane i pripovjedački opus komponirati i knjigu eseja, razgovora i prikaza koji bi išli ravnopravno uz njih. Sjećanja se razlikuje se od svih njegovih ostalih djela. To su piščeve intimne ispovijesti o svome životu od najranijeg djetinjstva do starosti i zapis o njegovoj umjetnosti, nadasve iskren i hrabar u oba nivoa. U umjetničkom pogledu, kao i u metatekstualnom izričaju o umjetnosti, Sjećanja ulaze u krug Selimovićeve romaneskne proze, te s njom čine organsko jedinstvo, i to ponajviše s Dervišom i smrti.
Meša Selimović je na stranicama ove knjige zabilježio sve pojedinosti koje su obilježile njegov život, a koje su ostale urezane duboko u njemu kao neizbrisivi tragovi jednog djetinjstva, zavičaja, ratnih godina, književnog stvaralaštva i velikih prijateljstava. Iako o minulim godinama pripovijeda s određene vremenske distance, on ih uspijeva dočarati živopisno. 

## Vanjske poveznice
- Sjećanja